# Nikolaus Moir
Nikolaus Moir (Nikolaus Mors) (* um 1450 in Ediger-Eller; † nach 1518 in Linz am Rhein) war ein deutscher Zisterzienser-Mönch und Prior in Linz am Rhein.

## Leben
Nach seinem Studium an der Universität Heidelberg 1494 begab er sich im Jahre 1500 als Mönch der Zisterzienserabtei des Klosters Himmerod an das Kloster St. Katharinen auf der Linzer Höhe. Nach seiner Aufnahme im Kloster als neuer Prior traf er dort auf 4 Priester. Von ihnen erhielt er die Vollmacht Novizen zum Probejahr und zur Vorbereitung ihres Profess aufzunehmen.
Im Jahre 1518 vergrößerte er den Klosterbesitz durch den Zukauf eines Hauses im Wert von 10 Goldgulden. Im Anschluss erwarb er dann für 75 Goldgulden den auf dem Pilgerweg zwischen der Propstei Oberpleis und dem Kloster St. Katharinen gelegenen Hof Schweifeld. Dabei war er stets darauf bedacht, verstreut liegende Parzellen gegen solche in der Nähe des Klosters einzutauschen. Um bei unberechtigen Forderungen die Befreiung des Zehnten zu erwirken, rief er mehrere Male Gerichte an, u. a. auch dann, als die Gegenpartei das Kloster Heisterbach war.